# Fracàs
El fracàs és l'estat produït quan no s'assoleix un objectiu, no es té èxit en una empresa o fita o bé es produeix una derrota. La constatació del fracàs d'un acte té a veure amb el punt de vista, ja que un mateix fet pot ser jutjat com un èxit o un fracàs per persones diferents o en diferents circumstàncies. El fracàs pot afectar qualsevol àmbit, així es parla de fracàs escolar, fracàs comercial o personal, etc.
Fracassar provoca sentiments negatius, com la pena, la decepció o la ràbia. En algunes societats s'associa a la pèrdua d'honor, especialment les orientals o les fortament militaritzades.